# Кубок Мальдівів з футболу 2016
Кубок Мальдівів з футболу 2016 — 28-й розіграш кубкового футбольного турніру на Мальдівах. Титул володаря кубка вп'яте здобула Валенсія.

## Календар
| Раунд                           | Дата                         | Матчі | Клуби   |
| ------------------------------- | ---------------------------- | ----- | ------- |
| Перший кваліфікаційний раунд    | 18-20 серпня 2016            | 3     | 17 → 14 |
| Другий кваліфікаційний раунд    | 21-22 серпня 2016            | 2     | 14 → 12 |
| Третій кваліфікаційний раунд    | 23-27 серпня 2016            | 2     | 12 → 10 |
| Четвертий кваліфікаційний раунд | 25 жовтня 2016               | 2     | 10 → 8  |
| 1/4 фіналу                      | 30 жовтня - 3 листопада 2016 | 4     | 8 → 4   |
| 1/2 фіналу                      | 6-7 листопада 2016           | 2     | 4 → 2   |
| Матч за третє місце             | 10 листопада 2016            |       |         |
| Фінал                           | 11 листопада 2016            | 1     | 2 → 1   |

## 1/4 фіналу
| Команда 1        | Рахунок         | Команда 2           |
| ---------------- | --------------- | ------------------- |
| 30 жовтня 2016   |                 |                     |
| Нью Радіант      | 1:1 дч пен. 3:2 | БГ Спортс Клуб      |
| 31 жовтня 2016   |                 |                     |
| Клуб Іглс        | 0:1             | ТК Спортс Клуб      |
| 2 листопада 2016 |                 |                     |
| Валенсія         | 1:1 дч пен. 3:0 | Вікторі Спортс Клуб |
| 3 листопада 2016 |                 |                     |
| Мазія            | 0:0 дч пен. 2:3 | Юнайтед Вікторі     |

## 1/2 фіналу
| Команда 1        | Рахунок | Команда 2      |
| ---------------- | ------- | -------------- |
| 6 листопада 2016 |         |                |
| Нью Радіант      | 0:3     | ТК Спортс Клуб |
| 7 листопада 2016 |         |                |
| Юнайтед Вікторі  | 1:2     | Валенсія       |

## Матч за третє місце
| 10 листопада 2016 18:00 (EEST) |

| Нью Радіант               | 2:1      | Юнайтед Вікторі |
| ------------------------- | -------- | --------------- |
| Хамза 17' (пен.) Адіс 36' | Протокол | Шафраз 14'      |

| Національний стадіон, Мале |

## Фінал
| 10 листопада 2016 18:00 (EEST) |

| ТК Спортс Клуб | 1:3      | Валенсія                   |
| -------------- | -------- | -------------------------- |
| Нафіу 43'      | Протокол | Абдухам 24', 50' Ніхан 40' |

| Національний стадіон, Мале |

| ТК Спортс Клуб | Клуб Валенсія |